# Richie meldet sich zurück
Richie meldet sich zurück (Originaltitel: Toodle-Fucking-Oo) ist die sechzehnte Folge der HBO-Serie Die Sopranos, die am 30. Januar 2000 erstmals ausgestrahlt wurde. Sie ist die dritte Episode der zweiten Staffel. Geschrieben wurde die Episode von Frank Renzulli und inszeniert von Lee Tamahori.

## Hauptfiguren
- James Gandolfini als Tony Soprano
- Lorraine Bracco als Dr. Jennifer Melfi
- Edie Falco als Carmela Soprano
- Michael Imperioli als Christopher Moltisanti
- Dominic Chianese als Junior Soprano
- Vincent Pastore als Pussy Bonpensiero
- Steven Van Zandt als Silvio Dante
- Tony Sirico als Paulie Gualtieri
- Robert Iler als Anthony Soprano, Jr.
- Jamie-Lynn Sigler als Meadow Soprano
- Drea de Matteo als Adriana La Cerva
- David Proval als Richie Aprile
- Aida Turturro als Janice Soprano
- Nancy Marchand als Livia Soprano

### Nebenfiguren
- Peter Bogdanovich als Dr. Elliot Kupferberg
- Matthew Sussman als Dr. Douglas Schreck
- Paul Herman als Peter "Beansie" Gaeta
- Antonette Schwartzberg als Beansies Mutter
- Donna Smythe als Gia Gaeta, Beansies Frau
- Michele DeCesare als Hunter Scangarelo
- Diana Agostini als Miriam
- Getchie Argetsinger als Yoga-Instrukteur
- Leslie Beatty als Nancy
- Ed Crasnick als Komödiant
- Vincent Curatola als Johnny Sack
- Catrina Ganey als Krankenschwester
- Linda Mann als Joint Copper
- Joe Pacheo als Polizist
- Charles Sammarco als Joey
- Mike Squicciarini als Big Frank

## Handlung
Richie Aprile, Jackie Apriles älterer Bruder wird auf Bewährung aus dem Gefängnis nach einer zehnjährigen Haftstrafe entlassen. Bereits am ersten Tag trifft er sich mit alten Weggefährten und meldet seinen Anspruch an, wieder eine bedeutende Rolle in der Mafia New Jerseys spielen zu wollen. Den ersten, den er besucht ist der Pizzeria-Besitzer Peter "Beansie" Gaeta, der früher ein Komplize Richies gewesen war. Richie bedroht Beansie in seinem Restaurant und schlägt ihm eine Kaffeekanne gegen den Kopf.
Tony Soprano erfährt von der Polizei der Stadt West Orange, New Jersey, dass Meadow Soprano eine Party in Livia Sopranos Haus gefeiert hat. Dort wurden umfangreich Drogen konsumiert. Der korrupte Polizist schuldet Tony noch einen Gefallen und fälscht den Polizeibericht. Meadow und Hunter Scangarelo werden von Tony befragt. Als Carmela sie auch befragen will, flieht sie in ihr Zimmer. Tony und Carmela überlegen sich eine Bestrafung, wobei Tony der Nachsichtigere der beiden ist.
Janice Soprano mischt sich in die Erziehungsfrage ein, was Carmela und Tony in Wut versetzt. Sie brüllen Janice an, sie solle sich um ihre eigenen Probleme kümmern. Als diese schwer gekränkt ist, versucht Carmela die Wogen etwas zu glätten.
Jennifer Melfi sieht Tony in einem Restaurant und ist verunsichert, wie sie reagieren soll. Sie begrüßt ihn zwanglos und ist selbst über sich überrascht.
Sie besucht selbst einen Therapeuten, Dr. Elliot Kupferberg, und fragt ihn, was ihr Verhalten zu bedeuten habe. Sie fragt ihn, ob sie Tony weiter behandeln solle und dieser beantwortet die Frage nicht direkt. Später träumt Melfi von Tony.
Als Tony Richie vor dem Satriale's trifft, teilt er ihm freundlich mit, dass er niemals direkt über Geschäfte spricht, sondern Silvio dafür zuständig ist, was Richie als einen Affront ansieht. Außerdem teilt Richie Christopher mit, dass er ein Problem mit ihm bekomme, wenn er noch einmal Adriana, seine Nichte, schlagen würde. Sollte er sie heiraten, sei es nicht mehr sein Problem. Christopher nimmt diese Warnung ohne Murren entgegen.
Tony schmeißt abends eine Willkommensparty für Richie im Bada Bing. Eine Menge Gangster erscheinen und geben Richie Umschläge mit Geld. Beansie Gaeta fehlt. Richie bekommt von Silvio Dante die Dienstleistung zweier Huren als Geschenk. Dieses Geschenk nimmt er lustlos entgegen.  Nach der Party lauert Richie Beansie auf und überfährt ihn absichtlich mit seinem Auto. Beansie wird dadurch querschnittsgelähmt und Tony besucht ihn im Krankenhaus. Tony macht Richie später schwere Vorwürfe und warnt ihn davor, noch einmal seine Autorität infrage zu stellen.
Richie trifft Janice beim Yoga und beide sprechen über alte Zeiten. Richie besucht Livie und bringt ihr einen Blumenstrauß mit. Tony bemerkt überrascht, dass Meadow freiwillig das Haus putzt.

## Erster Auftritt
- Richie Aprile: Jackie Apriles älterer Bruder und ein Mafioso der alten Schule. Er saß 10 Jahre im Gefängnis ab.
- Peter "Beansie" Gaeta: ehemaliger Associate von Richie Aprile und Eigentümer einer Pizzeria.
- Dr. Elliot Kupferberg: Dr. Melfis Kollege und Psychotherapeut.
- Dr. Douglas Schreck: Junior Sopranos Kardiologe.

## Weiteres
- Die Folge war die dritte Episode der zweiten Staffel, wurde aber als zweite gedreht.
- Proval hatte ursprünglich für die Rolle des Tony Soprano vorgesprochen. David Chase lehnte ihn ab, weil zu gut für die Rolle passen würde.

## Musik
Am Ende der Staffel wird der Song "Viking" von Los Lobos gespielt.